# Anthaxia denesi
Anthaxia denesi es una especie de escarabajo del género Anthaxia, familia Buprestidae. Fue descrita científicamente por Svoboda en 2000.